# Норт Арлингтон (Њу Џерзи)
Норт Арлингтон (енгл. North Arlington) град је у америчкој савезној држави Њу Џерзи.

## Демографија
По попису из 2010. године број становника је 15.392, што је 211 (1,4%) становника више него 2000. године.
| Група             | 2000.          | 2010.          |
| Белци             | 12.438 (81,9%) | 10.567 (68,7%) |
| Афроамериканци    | 70 (0,5%)      | 220 (1,4%)     |
| Азијати           | 852 (5,6%)     | 1.211 (7,9%)   |
| Хиспаноамериканци | 1.605 (10,6%)  | 3.211 (20,9%)  |
| Укупно            | 15.181         | 15.392         |